# 包科尼切尔涅
包科尼切尔涅（匈牙利語：Bakonycsernye）是匈牙利费耶尔州所辖的一个村。总面积38.13平方公里，总人口3118，人口密度81.8人/平方公里（2011年1月1日）。